# جیزا (رپر)
جیزا (انگلیسی: GZA؛ زادهٔ ۲۲ اوت ۱۹۶۶) رپکن، آهنگساز و بازیگر اهل ایالات متحده آمریکا است. جیزا عضو گروه هیپ-هاپ وو-تنگ کلن است.
از فیلم‌ها یا برنامه‌های تلویزیونی که وی در آن نقش داشته است می‌توان به قهوه و سیگار اشاره کرد.

## آثار
- شمشیر های روان (۱۹۹۵)